# اتابکان لر کوچک
اتابکان لر کوچک یا خورشیدیان دودمانی از مردمان  لرتبار که بین سال‌های ۵۷۰ تا ۱۰۰۶ هجری قمری در لرستان و ایلام فرمانروایی می‌کرده‌اند. آل خورشید از طایفه جنگروی شعبه سلبوری بودند. سر سلسله اتابکان لر کوچک شاه شجاع الدین خورشید بود. ساکنان محدوده حکومت اتابکان و پایتخت این دودمان شهر شاپورخواست (خرم‌آباد کنونی) و مقر فرماندهی‌شان قلعه فلک‌الافلاک بود.
فرمانروایان این دودمان از فرزندان شجاع‌الدین‌خورشید، بنیان‌گذار فرمانروایی لر کوچک بوده‌اند و واپسین فرمانروای لر کوچک شاهوردی خان به دست شاه عباس یکم صفوی شکست خورد و فراری شد. شجاع الدین خورشید دومین حاکم ایرانی پس از حمله اعراب و فروپاشی شاهنشاهی ایران است که برای خود از عنوان شاهنشاه استفاده کرد؛ نخستین نفر، عضدالدوله دیلمی بود. هم‌اکنون آرامگاه او در جنوب شهر خرم‌آباد در منطقه گوشه شینشا قرار دارد.
پس از اتابکان لر کوچک، والیان فیلی توسط شاه عباس صفوی به عنوان حاکم منطقه لرستان انتخاب شدند.

## وجه تسمیه و القاب
آل خورشید علاوه بر لقب خاندانی خود، القاب دیگری نیز داشتند که در طول از آنان تحت عنوان این القاب یاد شد.
لقب اتابکی
در کتب تاریخی نوشته شده در عهد مغول آمده که عنوان اتابک برای امرای این سلسله جعلی بوده و آن‌ها مانند سایر اتابکان قلمرو سلاجقه و خوارزمشاهی، وظیفه تربیت شاهزادگان درباری را بر عهده نداشته‌اند. به نظر می‌رسد آن‌ها برای آنکه صلح را در قلمرو خود برقرار کرده و با همسایگان سلجوقی و خوارزمشاهی خود متحد بمانند از این عنوان استفاده کرده باشند.
لقب عباسی
در برخی منابع چون عالم آرای عباسی نوشته اسکندر بیگ ترکمان از اتابکان رستان تحت عنوان عباسی یاد شده‌است. در این منبع نوشته شده‌است که مشخص نیست دلیل این نام گذاری بخاطر این است که آل خورشید خود را به عباس ابن علی منسوب می‌کنند یا بخاطر اینکه در ابتدا خراج گزار خلافت عباسی بوده‌اند.
لقب هزاراسپی

لقب هزاراسپی از القابی بود که معمولاً برای اتابکان لر بزرگ استفاده می‌شد اما شاه خورشید نیای خاندان آل خورشید نیز این لقب را داشت و افراد سرشناس اتابکان لر کوچک مانند میرقیصر هزاراسپی این لقب را داشتند.

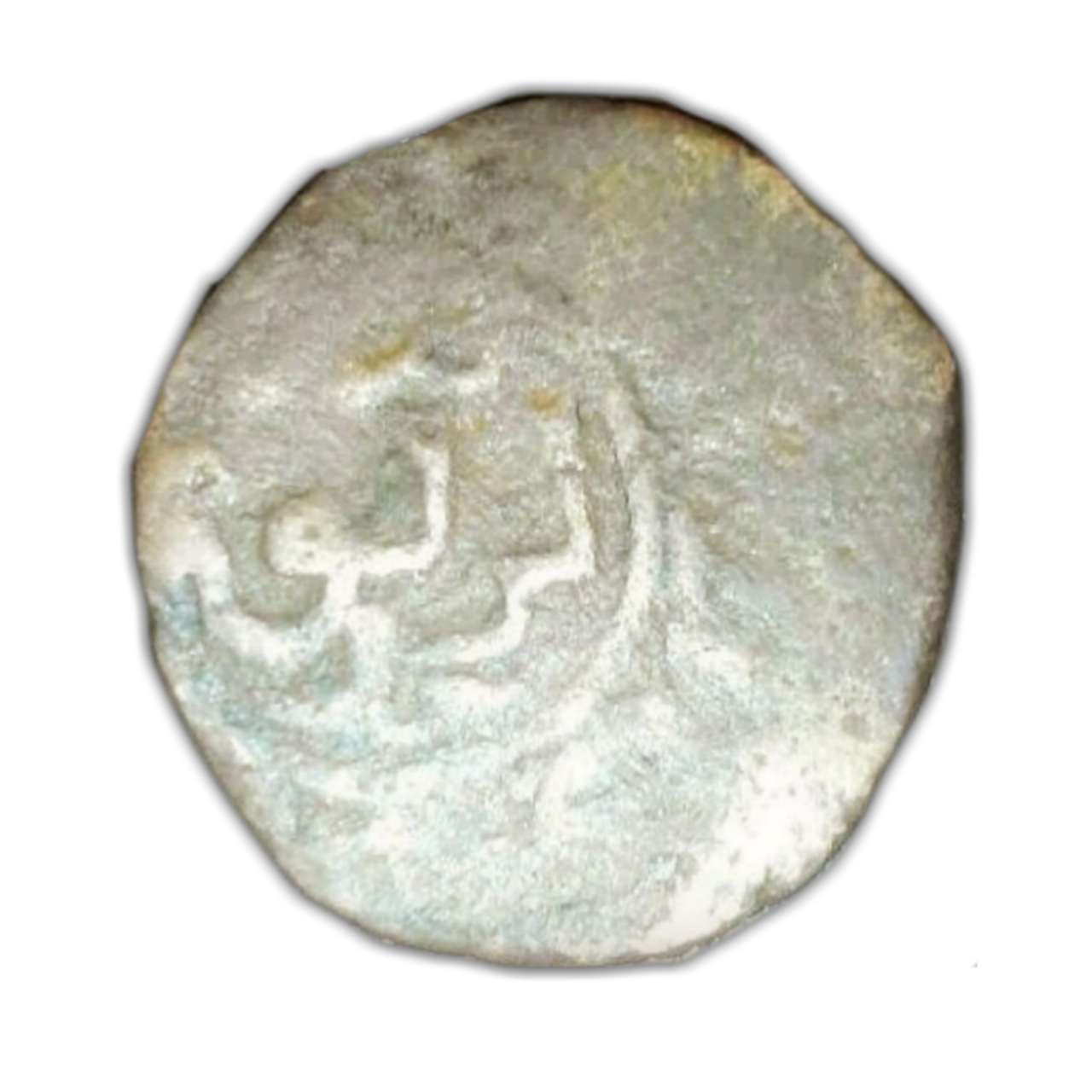
نام لر کوچک ضرب شده در سکه دودمان آل خورشید

## تاریخچه
در نیمه دوم قرن ششم، در پی بروز نارضایتی از سلطه خلافت عباسی بر عراق عجم و با استفاده از ضعف سلجوقیان، زمینه تشکیل یک حکومت بومی با هم‌گرایی طایفه‌های مختلف بومی در لرستان و سایر قبیله‌های مهاجر همچون لر و کرد و عرب فراهم گردید. البته اکثریت این اتحادیه را طایفه‌های لر تشکیل می‌دادند. هم‌زمان با چند سال پایانی خلافت المقتفی بالله، شخصی به نام شجاع‌الدین خورشید از قبیله جنگروی به کمک قبیله‌های لر، یک حکومت محلی را در این منطقه پایه‌گذاری کرد که حکام آن به تدریج به نام اتابک خوانده شدند. دو استان امروزی ایلام و لرستان، جایگاه اتابک‌های لرستان بود که به آن لر کوچک گفته می‌شد. مرکز اتابک‌های لر کوچک، شاپورخواست (خرم‌آباد امروزی) بود. طایفه‌های لر کوچک قبیله‌هایی بودند مخلوط از کردهای آسیای کوچک و لرهای ایرانی که در حدود بین عراق عجم و عراق عرب، ییلاق و قشلاق می‌کردند. دسته‌های مختلفی از این طایفه‌های لر، به منظور بهره‌گیری از مرتع، به مناطق مختلفی از قلمرو فرستاده شدند و هر یک از این دسته‌ها به نام جغرافیای محل یا نام سرپرست خود شهرت یافتند. طایفه‌های مختلف لر کوچک تا سال ۵۵۰ ق رئیس و حاکم جداگانه‌ای نداشتند و خراج سالیانه خود را به مرکز خلافت بغداد می‌پرداختند و چون حسنویه کرد در سال ۳۴۸ ق در ناحیه دینور، کرمانشاه و همدان دولتی تشکیل داد، شمال و مرکز لرستان را نیز متصرف شد و این ناحیه بعد از حسنویه در دست جانشینان او باقی ماند. آن‌ها ابتدا از آل بویه و سپس از سلجوقیان اطاعت می‌کردند تا اینکه در زمان حسام الدین شوهلی، حاکم لرستان و خوزستان و از امرای سلجوقی، عده ای از امرای لر کوچک در کار حکومت وارد شدند که معروف‌ترین آنها شجاع الدین خورشید بن ابی بکر بود. حسام الدین در طول دوره زمام‌داری خود، به تدریج لرستان را نیز به تصرف درآورد و برخی از سرکردگان طایفه‌های لر را به خدمت گماشت. با ضعف قدرت شوهلی، شجاع الدین با کمک و حمایت قبیله‌های لر و همچنین رفتار توأم با مهربانی، روزبه روز بر قدرت خود افزود. اکثریت قبیله‌های لرستان که از جور و تعدی امرا و شاهزادگان سلجوقی به تنگ آمده بودند، وی را فردی مناسب برای مقابله با تعدیات حکام سلجوقیان عراق عجم تشخیص دادند و او را به عنوان بزرگ خود به رسمیت شناختند و مطیع وی شدند. در سال ۵۷۰ ق وی از خلأ قدرت ناشی از مرگ حسام الدین و تجزیه امپراتوری سلجوقی استفاده کرد و اعلام استقلال نمود. او تمامی طایفه‌های لر کوچک را تحت اطاعت خود درآورد و بر علیه سلجوقیان قیام کرد و بر قلعه مانرود، از قلعه‌ای مستحکم لرستان، استیلا یافت. البته به نوشته عباس اقبال، او در سال ۵۸۰ ق طایفه‌های لر کوچک را تحت امر خود درآورد. وی نواحی غربی لر کوچک را تصرف کرده و حاکم تمام آن نواحی گردید و بر خود، عنوان اتابک نهاد و سلسله جدیدی را ایجاد نمود که به اتابکان لر کوچک یا اتابکان آل خورشید معروف شدند. علت انتخاب لقب اتابک توسط شجاع الدین خورشید را می‌توان در ضعف سلجوقیان جستجو کرد. در واقع این لقب در این زمان به صورت ضمنی برای حاکمان نیمه مستقل به کار گرفته می‌شد. شجاع الدین خورشید در سال ۶۲۱ قمری وفات یافت و پس از او، به ترتیب، برادرزادگانش سیف الدین رستم، شرف الدین ابوبکر و عزالدین گرشاسب حکومت کردند. سپس حسام‌الدین خلیل خورشیدی بر مسند حکومت قرار گرفت. وی در سال ۶۴۰ ق کشته شد و سرانجام در زمان حکومت پسر و جانشین وی، بدرالدین مسعود ، حکام لر کوچک به اطاعت ایلخانان درآمدند و در واقع از طرف آنان بر لرستان حکومت نمودند. در سال ۷۹۸ ق منطقه لر کوچک به تصرف تیمور گورکانی درآمد و از آن پس اتابکان، قدرت قبلی خود را از دست دادند و جنگ‌ها و اختلافات درونی و باعث فروپاشی آنان گردید. آخرین اتابک لر کوچک، شاهوردی خان نام داشت که به دستور شاه عباس یکم در سال ۱۰۰۶ ق کشته شد و حکومت ۴۲۶ ساله اتابکان لر کوچک به پایان رسید.

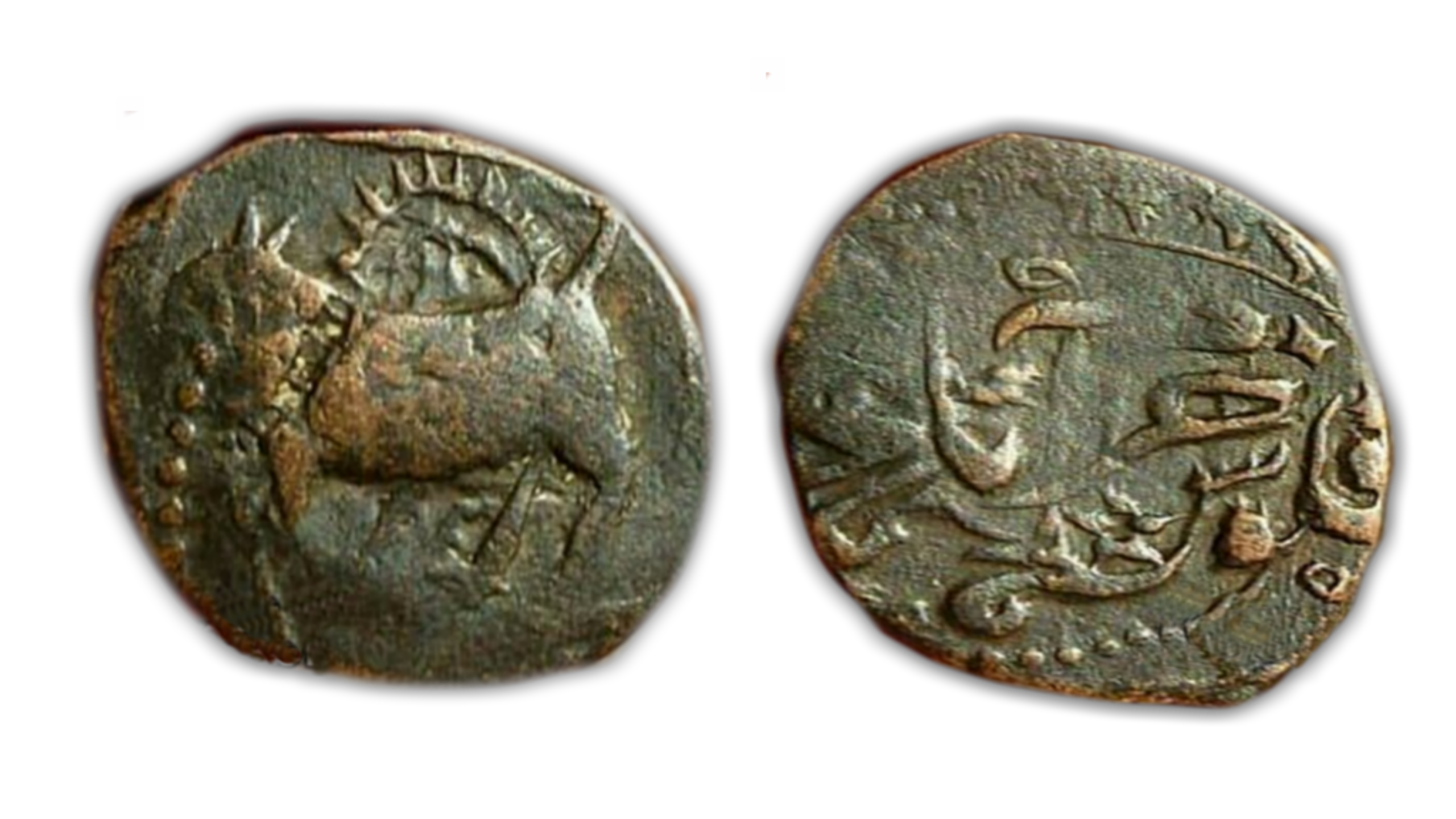
سکه ضرب شده در زمان میر شاهوردی خان خورشیدی، با نشان شیر و خورشید

## گستره فرمانروایی
خاندان‌های لر کوچک مردمانی از لرها و کردان آسیای صغیر بودند که در حدود بین عراق عجم و عراق عرب ییلاق و قشلاق می‌کردند و خراج خود را به دیوان بغداد می‌دادند. سرزمین لرستان به دو بخش لر کوچک و لر بزرگ تقسیم می‌شود.
در کتاب تاریخ مغول در صفحه ۴۴۲ و در کتاب مجمل‌التواریخ گلستانه در صفحه ۲۰۴ به این شرح در خصوص سرزمین‌های لر کوچک و بزرگ آمده‌است:
 لر کوچک همان است که حالیه هم آن را لرستان می‌گوییم و غرض از این قسمت اخیر که در آن ایام لر کوچک خواند می‌شده بیشتر ناحیه فیلی یعنی اطراف خرم‌آباد و اراضی پشت کوه بوده‌است. مراد از لر کوچک، ایلات لرستان، همدان و مراد از لر بزرگ، ایلات بختیاری، ممسنی و کهگیلویه دانسته شده‌است یعنی به خلاف تقسیم فوق.

گستره حکومت اتابکان لر کوچک

رضاقلی‌خان هدایت، در مورد جغرافیای لر کوچک می‌نویسد: سخن مخفی نماند که لر کوچک که در خرم‌آباد و خاوه و الشتر و صدمره و یدمن سکنی دارند جمعی بوده‌اند و هستند و عرض ولایت ایشان بر جنوب عراق واقع است از طرفی به همدان و قلمرو علیشکر بهارلوی ترکمان و طرفی بالکان خوزستان متصل است، و طول آن ولایت از قصبه بروجرد الی بغداد و سایر محال تخمینأ یکصد فرسخ است. حمدلله مستوفی در کتاب تاریخ گزیده می‌نویسد: «در زمان حکومت این دو برادر قلمرو اتابکان لر کوچک در جهات مختلف گسترش پیدا کرد و از املاک بیات و همدان و الشتر و اصفهان تا خوزستان و شوشتر تحت تصرف آنان درآمد.»

## امرای لر کوچک
خاندان خورشید از درباریان شوهله بودند‌. نیای خاندان خورشید، شاه خوشین بود حمدلله مستوفی نیز در تاریخ گزیده خورشید را از طایفه جنگروی معرفی می‌کند که یکی از طوایف ایل سلبوری بوده‌است. جنگروی شامل برخی از مردمان لر بوده‌است. سرانجام در سال ۵۷۰ شجاع الدین خورشید از خاندان خورشید که حاکم برخی ولایات بود، طوایف لر کوچک را تحت امر خود درآورد و در قلعه مستحکم مانرود از قلعه‌های مستحکم لرستان استقرار یافت. پس از او سلسله امرای لر کوچک تا اواسط قرن دهم هجری یعنی تا ایام سلطنت شاه طهماسب اول صفوی باقی بودند و آخرین آن‌ها که نامی از او باقی است شاه رستم بن جهانگیر ملقب به رستم خان است که گفته شده‌است داماد شاه طهماسب بوده و در زمان صفویه به لرستان حکومت داشته‌است.

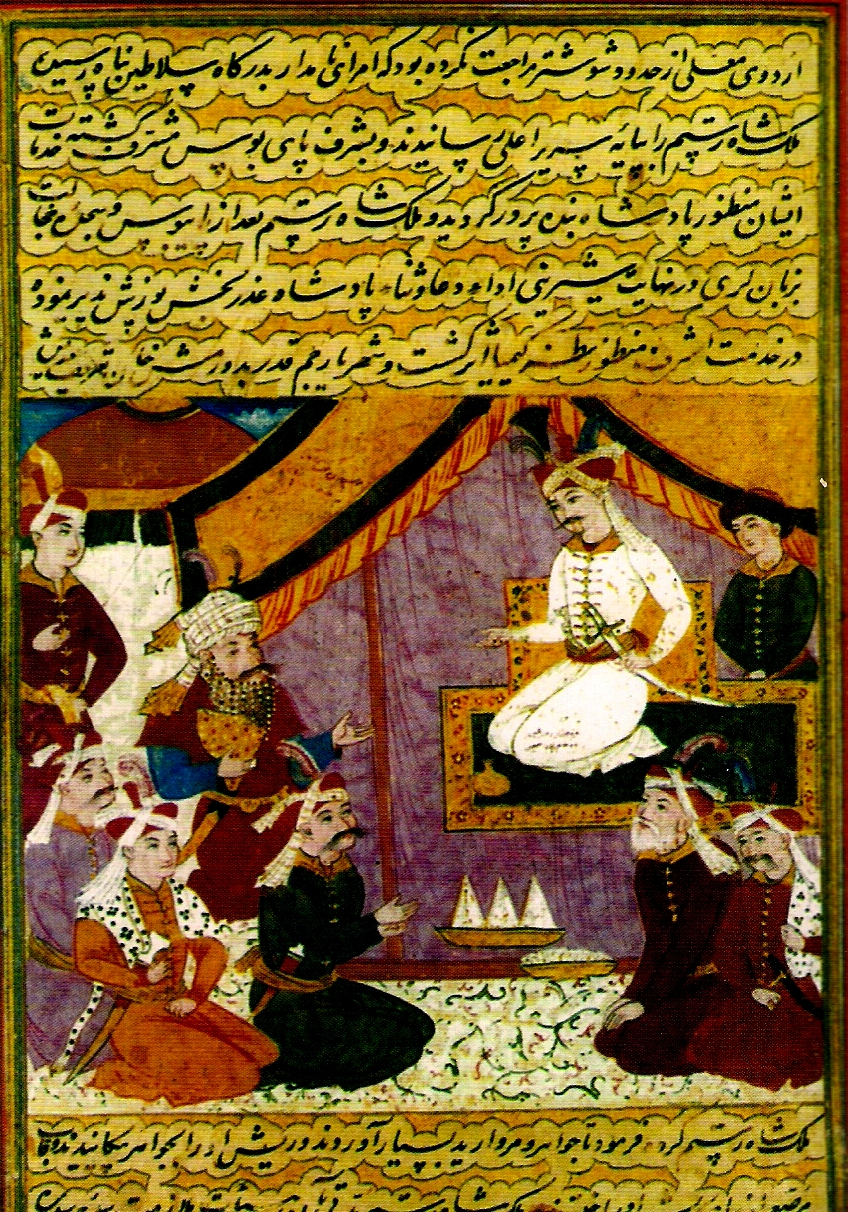
مینیاتوری از دیدار شاه اسماعیل اول با شاه رستم خورشیدی در کتاب عالم آرای عباسی

اسامی صاحب منصبان آل خورشید
| ترتیب | نام پادشاهان                                  | منصب                          | زمان فعالیت        |
| ----- | --------------------------------------------- | ----------------------------- | ------------------ |
| ۱     | شاه خورشید (شاه خوشین)                        | فرمانده سپاه نهصد نهصد لرستان | قرن پنجم هجری قمری |
| ۲     | محمد بن خورشید                                | درباری حکومت شوهله            | قرن پنجم هجری قمری |
| ۳     | ابوبکر بن محمد بن خورشید                      | درباری حکومت شوهله            | قرن ششم هجری قمری  |
| ۴     | شجاع الدین خورشید بن ابوبکر بن محمد بن خورشید | حاکم برخی ولایات لر کوچک      | قرن ششم هجری قمری  |

اسامی امرای لر کوچک
| ترتیب | نام پادشاهان                              | آغاز حکومت (هجری قمری) | پایان حکومت (هجری قمری) |
| ----- | ----------------------------------------- | ---------------------- | ----------------------- |
| ۱     | شجاع‌الدین خورشید ابن ابوبکر               | ۵۷۰                    | ۶۲۱                     |
| ۲     | سیف‌الدین رستم ابن نورالدین محمد           | ۶۲۱                    | ۶۲۸                     |
| ۳     | شرف‌الدین ابوبکر ابن نورالدین محمد         | ۶۲۸                    | ۶۳۲                     |
| ۴     | عزالدین گرشاسب ابن نورالدین محمد          | ۶۳۲                    | ۶۳۲                     |
| ۵     | حسام الدین خلیل ابن بدرالدین              | ۶۳۲                    | ۶۴۰                     |
| ۶     | بدرالدین مسعود ابن بدرالدین               | ۶۴۰                    | ۶۵۸                     |
| ۷     | جلال‌الدین بدر ابن بدرالدین مسعود          | ۶۵۸                    | ۶۶۳                     |
| ۷     | ناصرالدین عمر ابن بدرالدین مسعود          | ۶۵۸                    | ۶۶۳                     |
| ۸     | تاج‌الدین شاه ابن حسام‌الدین خلیل           | ۶۶۳                    | ۶۷۷                     |
| ۹     | فلک الدین حسن ابن بدرالدین مسعود          | ۶۷۷                    | ۶۹۲                     |
| ۹     | عزالدین حسین ابن بدرالدین مسعود           | ۶۷۷                    | ۶۹۲                     |
| ۱۰    | جمال‌الدین خضر ابن تاج‌الدین شاه            | ۶۹۲                    | ۶۹۳                     |
| ۱۱    | حسام‌الدین عمربیک ابن شمس‌الدین             | ۶۹۳                    | ۶۹۵                     |
| ۱۱    | صمصام‌الدین محمود ابن نورالدین محمد        | ۶۹۳                    | ۶۹۵                     |
| ۱۲    | عزالدین محمد ابن عزالدین حسین             | ۶۹۵                    | ۷۰۵                     |
| ۱۳    | دولت خاتون بنت بدرالدین مسعود دوم         | ۷۰۵                    | ۷۰۶                     |
| ۱۴    | عزالدین حسین دوم فرزند بدرالدین مسعود دوم | ۷۰۶                    | ۷۳۰                     |
| ۱۵    | شجاع‌الدین محمود فرزند عزالدین حسین دوم    | ۷۳۰                    | ۷۵۰                     |
| ۱۶    | ملک عزالدین حسین سوم ابن شجاع‌الدین محمود  | ۷۵۰                    | ۸۰۴                     |
| ۱۷    | سیدی احمد ابن ملک عزالدین حسین سوم        | ۸۰۴                    | ۸۱۵                     |
| ۱۸    | شاه حسین ابن ملک عزالدین حسین سوم         | ۸۱۵                    | ۸۷۳                     |
| ۱۹    | شاه رستم اول ابن شاه حسین                 | ۸۷۳                    | ۹۲۰                     |
| ۲۰    | آغوربیک ابن شاه رستم                      | ۹۲۰                    | ۹۴۰                     |
| ۲۱    | میرجهانگیر این شاه رستم                   | ۹۴۰                    | ۹۴۹                     |
| ۲۲    | شاه رستم دوم ابن میرجهانگیر               | ۹۴۹                    | ۹۷۸                     |
| ۲۳    | میرمحمدی ابن میرجهانگیر                   | ۹۷۸                    | ۹۹۵                     |
| ۲۴    | شاهوردی خان ابن میر محمدی                 | ۹۹۵                    | ۱۰۰۶                    |

## قیام میرقیصر خانه نیدل
پس از کشته شدن میر شاهوردی خان آخرین اتابک لر کوچک توسط شاه عباس یکم صفوی، حکومت صفوی والیان فیلی را جانشین آنان کرد. میرقیصر خانه نیدل که از نوادگان میرمحمدی اتابک لر بود با کمک فرزندان شاهوردی خان و دیگران بازماندگان آل خورشید با والیان فیلی و نمایندگان صفوی وارد جنگ می‌شود و موفق می‌شود حسین خان فیلی را شکست دهد. حسین خان فیی نزد شاه عباس صفوی می‌رود و شاه عباس بار دیگر به لرستان لشکر کشی می‌کند. به رغم مقاومت سپاه میرقیصر خانه نیدل، لشکریان شاه عباس پیروز می‌شوند. سرنوشت میرقیصر خانه نیدل پس از این جنگ مبهم است ولی فرزند وی میرجنت در هنگام جنگ کشته می‌شود.